# Instituto de Química Biológica de la Facultad de Ciencias Exactas y Naturales
El Instituto de Química Biológica de la Facultad de Ciencias Exactas y Naturales (IQUIBICEN) es un centro de investigación en bioquímica de doble dependencia entre la Universidad de Buenos Aires (UBA) y el CONICET.

## Historia
Fue fundado en 2012 mediante un convenio entre CONICET y el Departamento de Química Biológica de la Facultad de Ciencias Exactas y Naturales (Universidad de Buenos Aires).

## Áreas de investigación
Las líneas de investigación del instituto son:
- Bioinformática estructural, Bioquímica estructural, Fisiología Proteica y Dinámica Intracelular
- Ecotoxicología y Toxicología de mezclas químicas
- Eritropoyetina, Hemostasia y Trombosis
- Fisiología Molecular Placentaria
- Fisiología y genética de bacterias de importancia biotecnología y sanitaria y sus bactereofagos
- Inmunofarmacología, Glico Oncología molecular y funcional, y regulación de la respuesta inmune celular por proteínas de señalización.
- Oncología Molecular, Inflamación y Apoptosis
- Transducción de señales, Regulación de la expresión genética y Diferenciación celular
- Virología y Estrategias Antivirales
- Biosensores y análisis biológicos